# Busicom

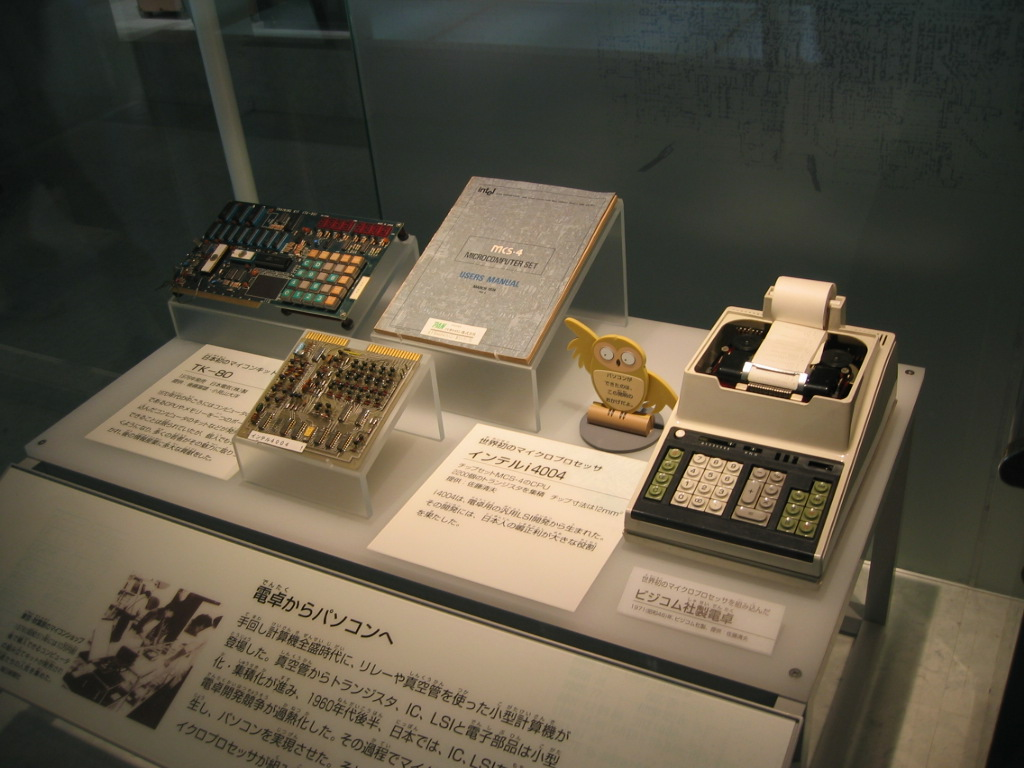
Balra egy Intel 8080 processzoros NEC TK 80 fejlesztőkártya, középen a Busicom számológép-alaplapja Intel 4004 processzorral, jobbra egy összeszerelt Busicom számológép, egy japán múzeumban

A Busicom K.K. (ビジコン株式会社; Bidzsikon Kabusikigaisa), angolul: Business Computer Corporation egy mechanikus és elektronikus számológépeket gyártó japán vállalat volt. A cég a világszerte nagy fejlődés küszöbén álló számológép-technológia egyik előmozdítója és szereplője volt. 
1918. április 22-én alapították, és 1944. augusztus 8-án alakult részvénytársasággá. A Busicom arról nevezetes, hogy 1970-ben az Intellel közösen kifejlesztette a 4004-es processzort, az Intel első mikroprocesszorát, és eredetileg ez a cég volt a processzorra vonatkozó jogok tulajdonosa.
A cég kezdetben mechanikus számológépeket gyártott, az 1960-as években kezdtek foglalkozni az elektromos és elektronikus berendezésekkel. 1969-ben a Busicom konzultációba kezdett a nem sokkal azelőtt alapított Intel céggel, egy integrált áramkör-készlet gyártásával kapcsolatban a cég új vezető modelljéhez, egy programozható elektronikus számológépekhez. A japán cégnek kész tervei voltak az integrált áramkörös számológép megvalósítására, de túl sok elemet tartalmazott, és az Intel tervezői egyszerűbb megoldással álltak elő. A két cég közreműködésében jött létre az Intel első mikroprocesszora és a japán cég érdeme ennek első modellje, az Intel 4004-es kereskedelmi forgalomba hozatala (saját készülékében). 1970-ben a Busicom birtokolta a kizárólagos jogokat a tervek és azok alkotórészei felett, de 1971-ben megosztotta azokat az Intellel.
„Busicom” néven két cég végzett üzleti tevékenységet az idők során: elsőként a Nippon Calculating Machine Corp, Ltd., majd ezután a jelenleg is működő, egyesült királyságbeli Broughtons & Co.(Bristol) Ltd.

## Története

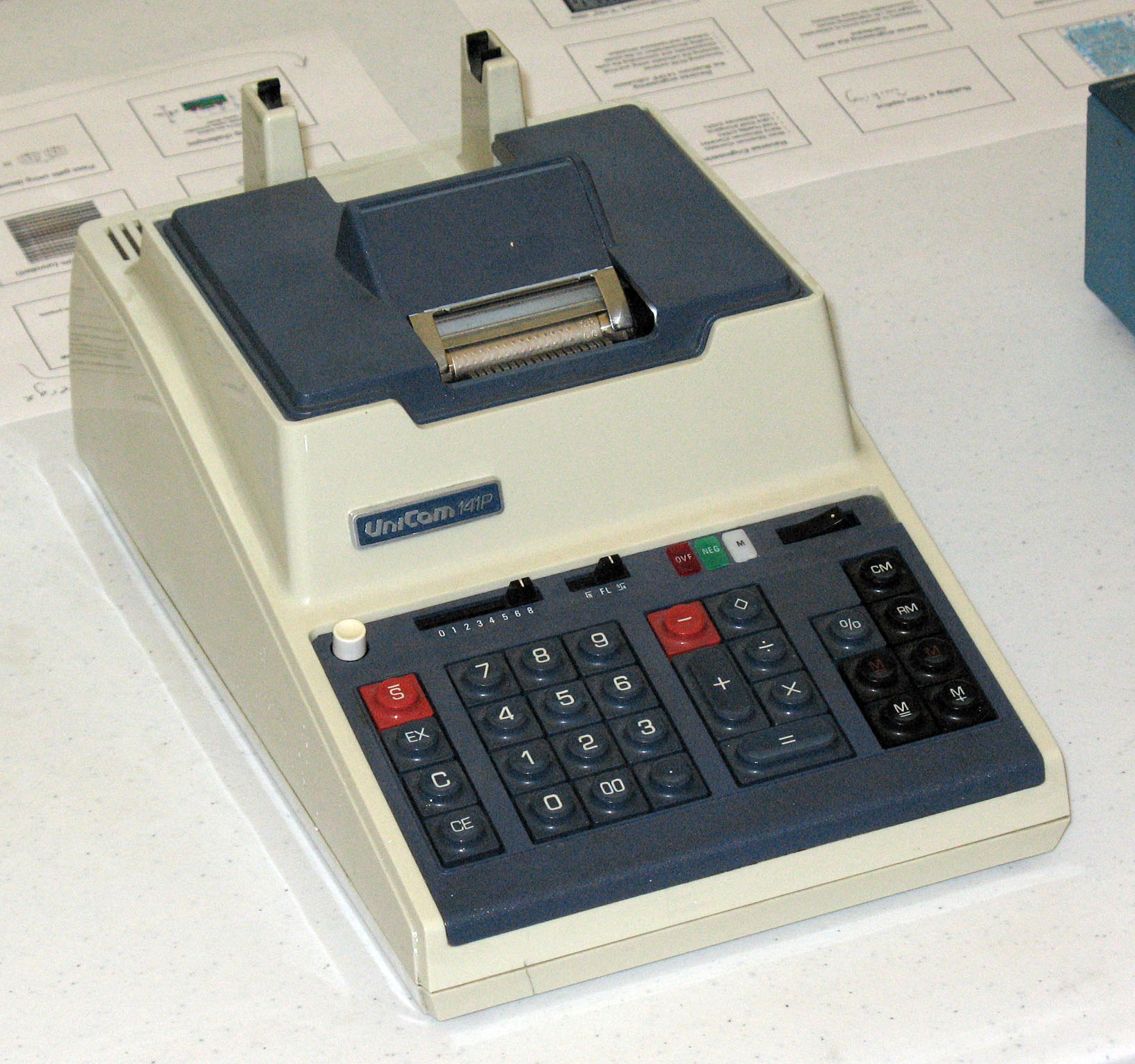
Unicom 141P és NCR 18-36 – a Busicom 141-PF átcímkézett változatai

### Nippon Calculating Machine Corporation, Ltd.
A Nippon Calculating Machine Corporation 1944-ben jött létre, nevét 1967-ben Business Computer Corporation-ra változtatta, ennek rövidítése a Busicom. Eredetileg Odhner-féle mechanikus számológépeket készítettek, de a gazdasági helyzet és a technológiai fejlődés arra kényszerítette a céget, hogy továbblépjen az elektronikus eszközök irányába. Igyekezett lépést tartani a fejlődéssel és a legkorszerűbb tervekre támaszkodni. Ők készítették az első mikroprocesszoros számológépet, amely élvonalbeli eszköz volt a maga idejében és ők voltak az elsők, akik egyetlen, mindent magában foglaló számológép-chippel, a Mostek MK6010-essel készült számológépeket kezdtek gyártani: a "Busicom Junior" (Busicom LE-120A és LE-120S, avagy "Handy") modelleket, amik az első forgalomba hozott egychipes zsebszámológépek a technika történetében.
Egyik utolsó mechanikus számológépük a HL-21-es modell volt, egy Odhner típusú gép. Első mikroprocesszoros számológépük a Busicom 141-PF. Első számológépeik, a Busicom LE-120A (Handy-LE) és LE-120S (Handy) – ezek voltak az első valóban zsebbe tehető méretű számológépek, és szintén az elsők, amelyekben LED-es technológiájú megjelenítőt alkalmaztak. A Busicom számológépeket Amerikába, Európába és Ázsiába is exportálták. Az NCR a Busicom észak-amerikai leányvállalata volt, az Egyesült Államokban és Kanadában forgalmazta a cég termékeit.
A Busicom az Intel mellett egy másik amerikai céggel, a Mostekkel is együttműködött. Ezt főleg az motiválta, hogy konkurense, a Sharp 1969-ben piacra dobta QT-8D számológépét, melyben az amerikai Rockwell cég nagy integráltságú LSI chipjeit alkalmazták. A Sharp QT-8D számológép még tranzisztorokkal, diódákkal és IC-kkel felépült eszköz volt. A Mostek segítségével a cégnek sikerült felülmúlnia ezt a kihívást is.
A cég nem csak számológépekkel foglalkozott, hanem egyéb irodai gépekkel és számítógépekkel is kereskedett: Mitsubishi nagyszámítógépeket értékesítettek, operációs rendszereket és alkalmazásokat fejlesztettek a Mitsubishi cégnek, üzleti számítógépeket importáltak Franciaországból.

### A mikroprocesszor
A termelési költségek csökkentésére a Busicom egy olyan számológép-alapegységet akart tervezni, melynek alapját néhány integrált áramkör képezi, tartalmaz kisebb méretű ROM-ot és léptetőregisztereket, és számológépek széles skálájához alkalmazható, mindössze a ROM chipek cseréjével. A Busicom mérnökei el is készítettek egy ilyen tervet, amely 12 IC-t igényelt és felkérték az Intelt, amely akkoriban egy frissen (1968-ban) alakult, memória-áramköröket gyártó cég volt, hogy készítsen szilárdtest RAM memóriát a számológépmű végleges változatához. Szaszaki Tadasi és Robert Noyce mérnökök meggyőzték a cég vezetését a mikroprocesszoros technológia bevezetéséről.
Az Intel-nél Ted Hoff-ot jelölték ki, hogy tanulmányozza a Busicom terveit, ezt követően az Intel mérnökei előálltak egy sokkal elegánsabb, 4 IC-s architektúrával, melynek magját a későbbi 4004-es mikroprocesszor-chip képezte, 3 másik támogató IC-vel körülvéve, melyek a ROM-ot, a léptetőregisztereket, a bemeneti/kimeneti portokat és a RAM-ot tartalmazták – a RAM az Intel első, 1969-es terméke volt, a 3101-es Schottky TTL bipoláris 64 bites SRAM. A Busicom vezetősége elfogadta Hoff új megközelítését. A chipek megvalósítását Federico Faggin vezette, aki korábban a Fairchild Semiconductornál kifejlesztette a szilíciumkapus technológiát. Ez a technológia tette lehetővé a mikroprocesszor és a dinamikus RAM-ok megtervezését. A 4 IC-s chipkészletet 1971 januárjában leszállították és átadták a Busicomnak.
1971 közepén Busicom, amely kizárólagos jogokkal rendelkezett a tervek és azok összetevői felett, arra kérte az Intelt, hogy csökkentse az árait. Az Intel újratárgyalta szerződését a Busicommal, ennek során a Busicom lemondott a chipeket illető kizárólagos jogokról. Néhány hónappal később, 1971. november 15-én, az Intel egy hirdetésben az Electronic News folyóiratban bejelentette az első mikroprocesszor-chipkészlet család, az MCS-4 mikroszámítógép-készlet megjelenését. A chipkészlet minden eleme Busicom tervekből származik.

## Broughtons of Bristol
A Broughtons of Bristol egy üzleti gépeket értékesítő vállalat, amely régóta üzleti kapcsolatban állt a Busicommal, mint annak egyik forgalmazója. A Busicom 1974-es csődje után ez a cég vásárolta meg a Busicom márkanevet és ezen a néven működik jelenleg is.

## Fordítás
Ez a szócikk részben vagy egészben  a   Busicom című angol Wikipédia-szócikk ezen változatának fordításán alapul.  Az eredeti cikk szerkesztőit annak laptörténete sorolja fel. Ez a jelzés csupán a megfogalmazás eredetét és a szerzői jogokat jelzi, nem szolgál a cikkben szereplő információk forrásmegjelöléseként.